# Esher
Esher este un oraș în comitatul Surrey, regiunea South East, Anglia. Orașul se află în districtul Elmbridge a cărui reședință este.